# Camille Cornélie Isbert

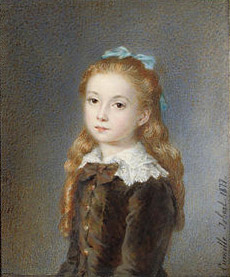
Porträt: Marie Dominique Amélie Madeleine Maza (1877)

Camille Cornélie Isbert (geborene Paillard; * 29. Mai 1822 in Paris; † 11. Januar 1911 ebenda) war eine französische Blumen-, Genre- und Porträtmalerin. Die Tageszeitung Le Figaro zählte sie 1898 zu den besten Miniaturisten ihrer Zeit.

## Leben

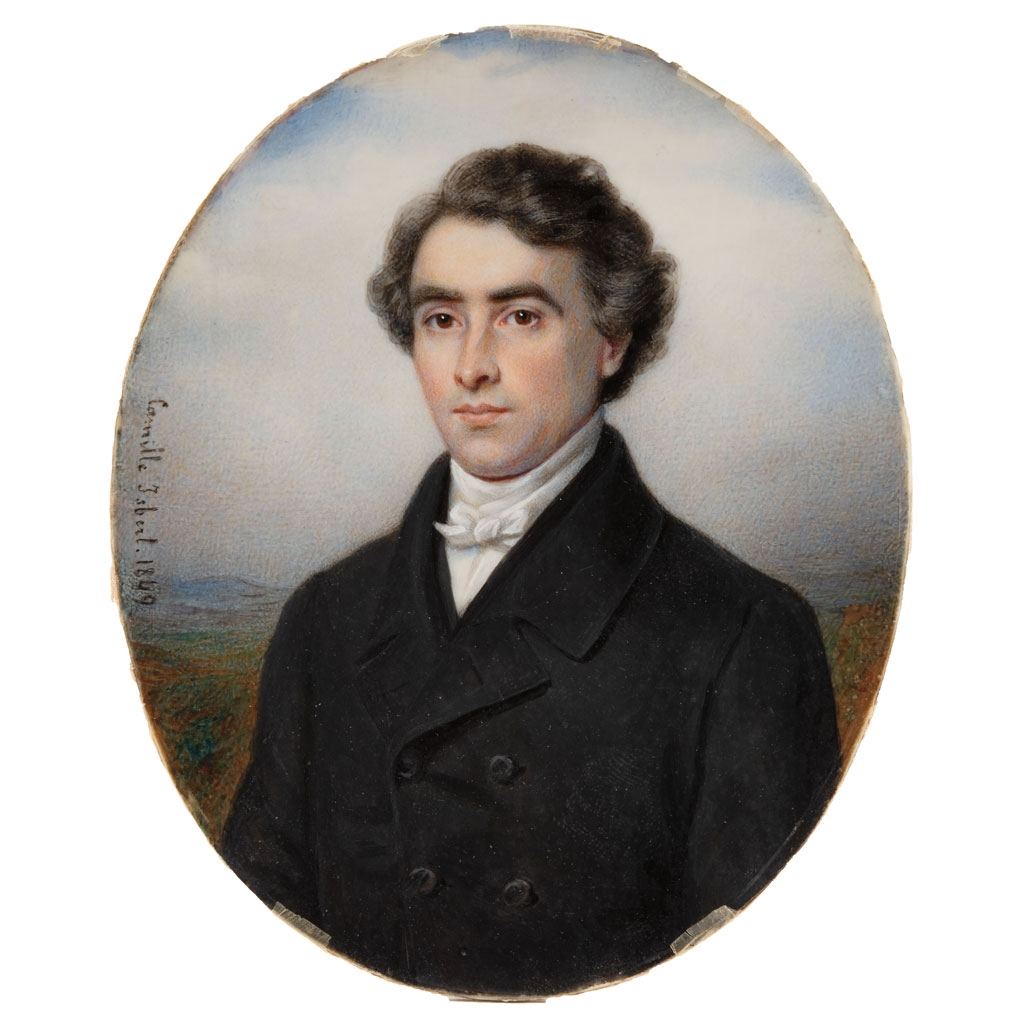
Porträt ihres Ehemanns (1849)

Isbert erhielt ihre künstlerische Ausbildung durch Henry Scheffer und François Meuret. Im Jahr 1844 stellte sie ihre Werke im ersten Salon du Louvre aus und von 1845 bis 1900 jedes Jahr auf dem Salon de Paris, daneben nahm sie an zahlreichen anderen Ausstellungen teil, so unter anderem in Barcelona, London, Moskau, Nizza und Versailles.
Bei der Weltausstellung in Barcelona erhielt sie 1888 eine Medaille. Fünf Jahre später wurden ihre Miniaturen im Woman’s Building auf der World’s Columbian Exposition in Chicago gezeigt.
Seit 1887 war sie Mitglied der Société des Artistes Français.
Sie heiratete Étienne Frédéric Aimé Isbert, mit dem sie zwei Kinder hatte. Ihr Sohn Charles wurde Advokat, ihre Tochter Valentine Malerin.